# Joseph Bonnet de Paillerets
Pour les articles homonymes, voir Bonnet.
Marie-Joseph Bonnet de Paillerets est un homme politique français né le 11 septembre 1867 à Marvejols (Lozère) et mort le 29 janvier 1930 à Paris.

## Biographie

### Origines familiales
La famille Bonnet de Paillerets est une famille subsistante d'ancienne bourgeoisie française ou dite de « noblesse inachevée ».
Joseph Bonnet de Paillerets est le fils d'un conservateur des hypothèques, il s'inscrit comme avocat au Barreau de Marvejols en 1889.
À cette famille appartient au XIXe siècle un maire de Rochefort également député de la Charente-Inférieure, mais aussi de nos jours le général de division Olivier Bonnet de Paillerets, commandant de la cyberdéfense de l'armée française.

### Carrière
Conseiller municipal de Marvejols en 1895, il en est maire de 1907 à 1920. Il est également conseiller général en 1908, élu dans le canton de Marvejols, puis président du conseil général de la Lozère de 1922 à sa mort en 1930. Il est député de la Lozère de 1919 à 1928, et président de la commission des marchés de guerre. Il intervient souvent dans les discussions budgétaires. Il ne se représente pas comme député en 1928, mais est élu quelques mois plus tard, lors d'une sénatoriale partielle.

## Sources
- « Joseph Bonnet de Paillerets », dans le Dictionnaire des parlementaires français (1889-1940), sous la direction de Jean Jolly, PUF, 1960 [détail de l’édition]